# Kràsnoie (Tula)
|  | Per a altres significats, vegeu «Kràsnoie». |

Kràsnoie (en rus: Красное) és un poble de l'óblast de Tula, a Rússia, segons el cens del 2010 tenia 2 habitants.